# Katrana
Rheocles alaotrensis
Espèce
Statut de conservation UICN

 EN B1ab(i,iii,v) : En danger
Le Katrana (Rheocles alaotrensis) est une espèce de poisson de la famille des Bedotiidae. C'est un poisson d'eau douce endémique de Madagascar. Il est menacé par la perte de son habitat.

## Répartition
Cette espèce n'est présente que dans le lac Alaotra ainsi que dans les fleuves Maningory et Betsiboka.